# Kapillarbrydende lag
Kapillarbrydende lag eller fugtspærre er kendt fra byggeri. Dansk retskrivning tillader også stavemåden kapillær.
For ikke at beskadige eller nedbryde en gulvkonstruktion og klimaet i byggeriets nederste etage, udlægger man et lag af materiale fri for grus, sand eller ler, der ellers vil suge jordens naturlige fugt (grundvand). 
Laget skal være minimum 15 cm og kan bestå af små sten fra 4 mm. Også løse letklinker kan anvendes, der samtidig er isolerende, her skal dog bruges 10-20 mm i størrelsen. De skal være ’coatede’, da de heller ikke må være vandsugende. Endelig kan polystyrenplader på minimum 20 cm erstatte det hele. Dog kræver det et nøjagtig udjævningslag under for at sikre bæreevnen.